# Victorinus (Mosaizist)
Victorinus war ein römischer Mosaizist, der im 3. Jahrhundert in Germanien tätig war.

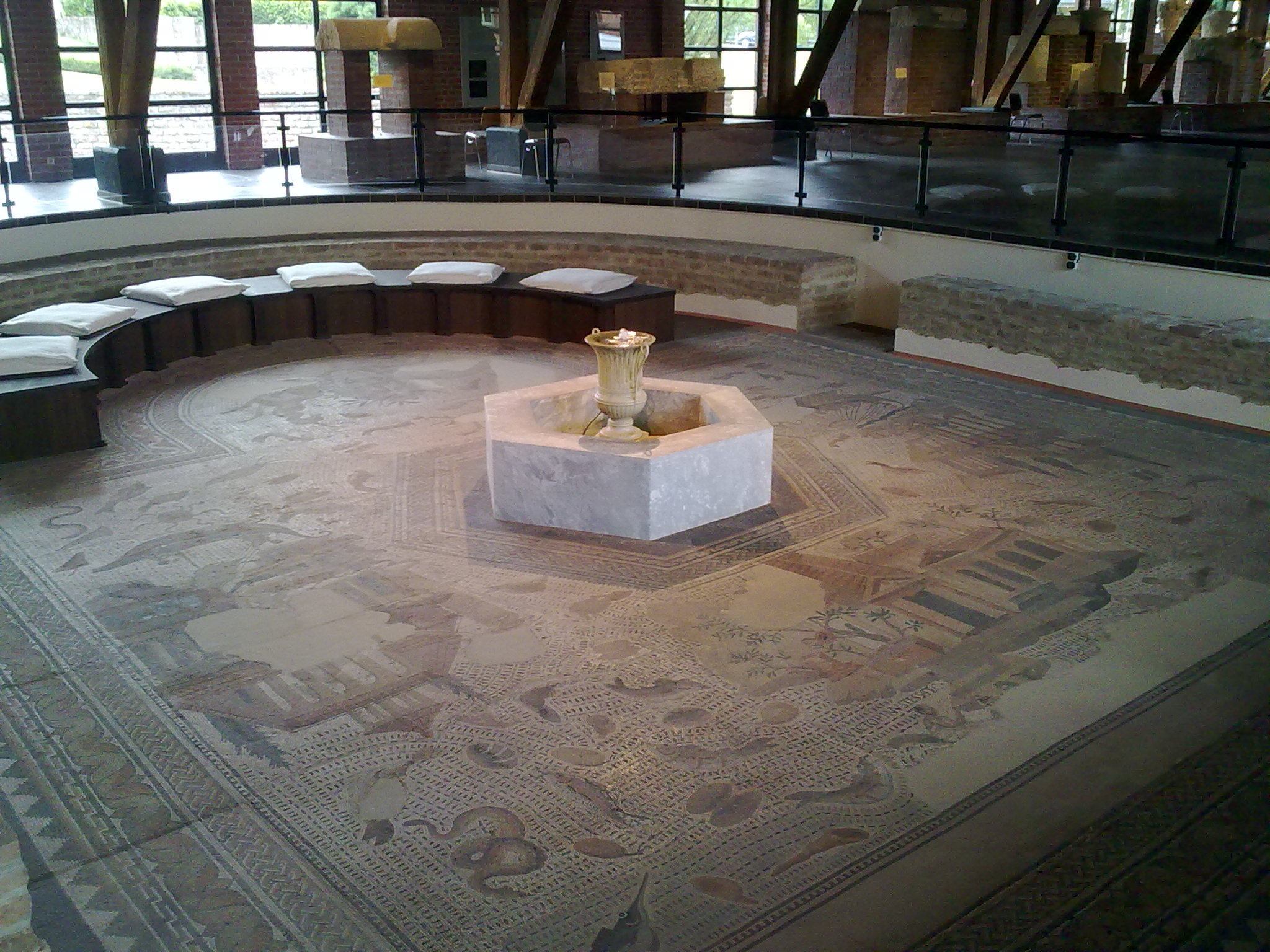
Oceanusmosaik von Bad Kreuznach

Bekannt ist er nur durch seine Signatur (VICTORINUS TESS[ELLARIUS]] FE[CIT]), die sich auf einem Mosaik mit Okeanosmaske, Fischen und Hafenlandschaft in einer römischen Villa in Bad Kreuznach findet. Datiert ist das Mosaik 234. 